# Por fin amanece
Por fin amanece (en italiano: Finalmente l'alba) es una película dramática de época italiana de 2023 escrita y dirigida por Saverio Costanzo y protagonizada por Lily James, Willem Dafoe y Joe Keery. Ambientada en Hollywood en la época del Tíber en la Roma de los años 50, la película sigue una larga e intensa noche en la carrera de una aspirante a actriz.
La cinta fue seleccionada para competir por el León de Oro a la mejor película en el Festival de Cine de Venecia de 2023.

## Reparto
- Lily James como Josephine Esperanto
- Willem Dafoe como Rufus Priori
- Joe Keery como Sean Lockwood
- Rachel Sennott como princesa egipcia
- Rebecca Antonaci como Mimosa
- Enzo Casertano como Rinaldo